# Kronika lat pożogi
Kronika lat pożogi (arab. وقائع سنين الجمر / Ahdat sanawovach el-djamr) – algierski dramat filmowy z 1975 roku w reżyserii Mohammeda Lakhdar-Haminy. 

## Fabuła
Obraz składa się z sześciu rozdziałów i ukazuje drogę ku algierskiej wojnie o niepodległość z punktu widzenia zwykłego chłopa. Akcja obejmuje lata 1939-1954.

## Obsada
- Jorgos Wojadzis – Ahmed
- Mohammed Lakhdar-Hamina – szalony gawędziarz
- Hadj Smaine Mohamed Seghir – wiejski mędrzec
- Leila Shenna – kobieta
- Cheikh Nourredine – kolega
- François Maistre – kierownik kamieniołomu[1]

## Produkcja
Zdjęcia kręcono w Algierii, m.in. w miejscowościach Laghouat, Ghardaïa, Al-Buwajra, Tlemcen czy Touggourt.

## Nagrody i znaczenie
Film zdobył Złotą Palmę na 28. MFF w Cannes jako pierwszy w historii film arabski. Był też oficjalnym kandydatem Algierii do Oscara dla najlepszego filmu nieanglojęzycznego, ale ostatecznie nie zdobył nominacji. Niemniej jego znaczenie dla historii kina arabskiego i afrykańskiego jest niezaprzeczalne. Niektórzy znawcy i krytycy, w tym filmowiec Mark Cousins w brytyjskim "Guardianie", stawiają Kronikę lat pożogi w gronie dziesięciu najlepszych filmów afrykańskich, jakie kiedykolwiek zrealizowano.